# آدام اوندرا

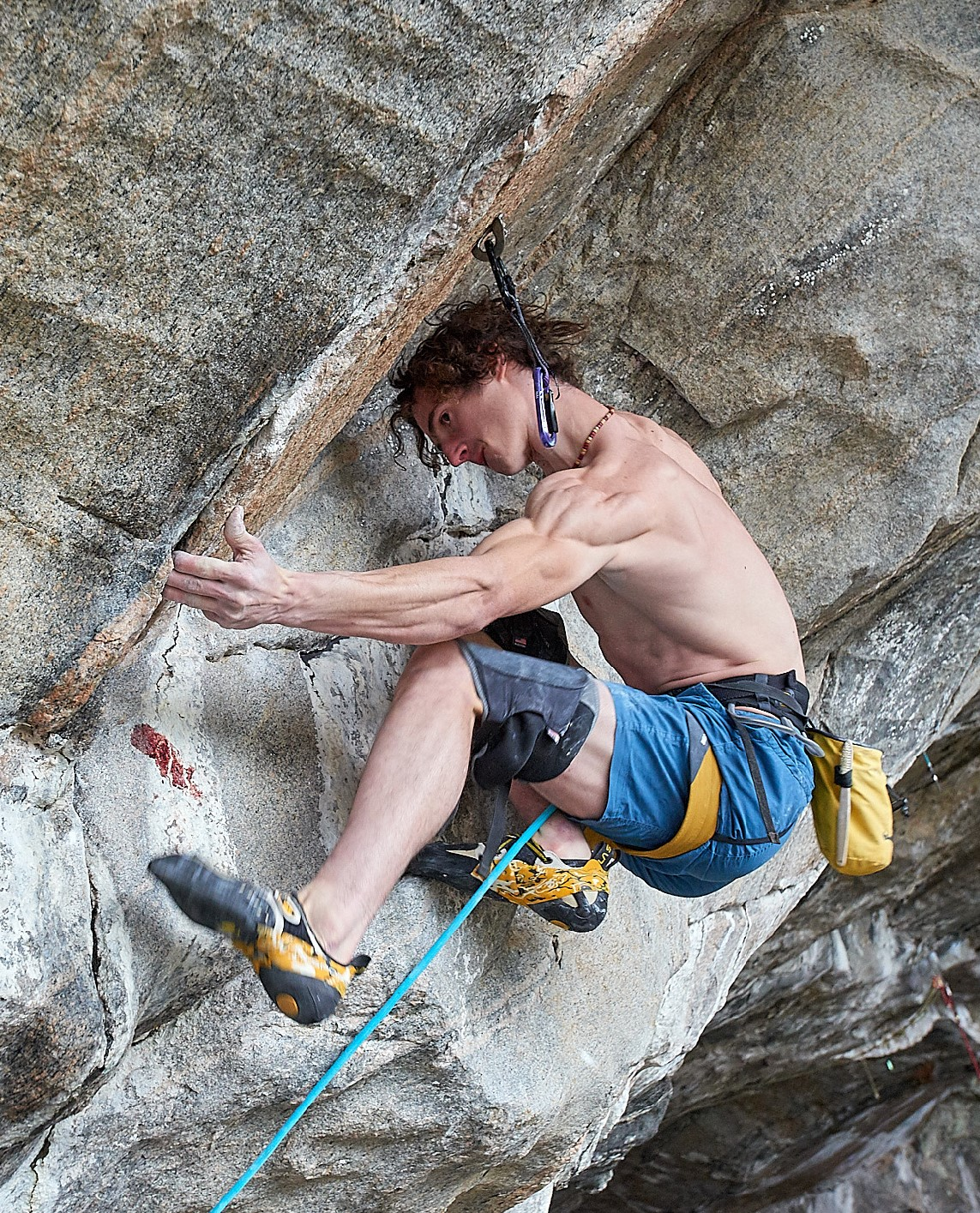
صعود اوندرا بر روی مسیر Silence ,)، سال ۲۰۱۷

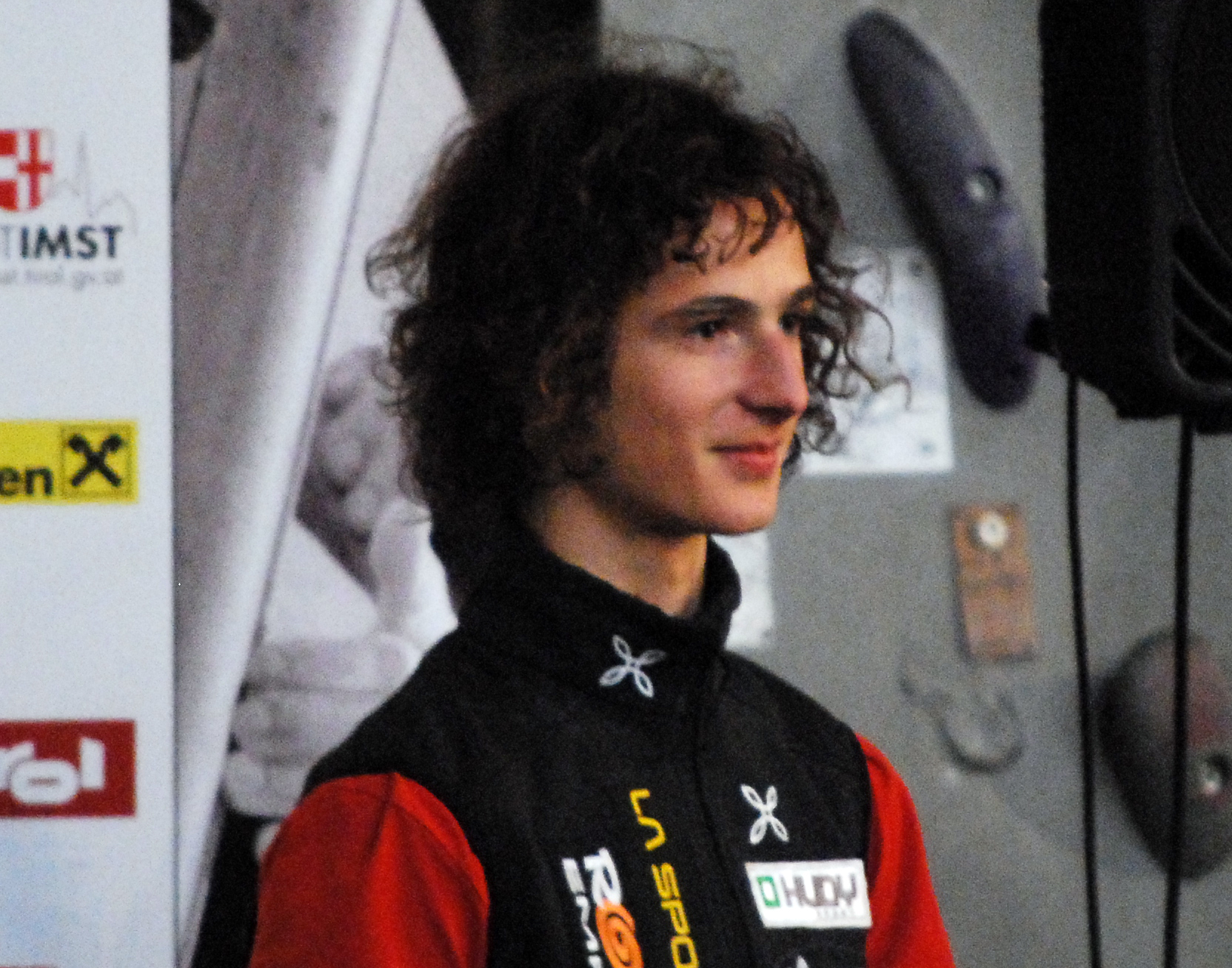
اوندرا در سال ۲۰۰۹ در ایمست (شهر اتریش)

آدام اوندرا (متولد ۵ فوریه ۱۹۹۳) سنگ نورد حرفه ای اهل چک، گرایش تخصصی او در سنگنوردی سرطناب و بولدرینگ می‌باشد. مجله Rock & Ice اوندرا را در سال ۲۰۱۳ نابغه و برجسته‌ترین سنگنورد نسل خود توصیف کرده‌است، آدم اوندرا تنها مرد سنگنوردی است که در مسابقات قهرمانی جهان در یک سال (۲۰۱۴) موفق به قهرمانی در هر دو رشته شده‌است. او همچنین تنها مرد سنگنوردی است که در مسابقات جام جهانی سنگنوردی (در سرطناب ۲۰۰۹، ۲۰۱۵، ۲۰۱۹ و بولدرینگ ۲۰۱۰) در هر دو رشتهٔ سرطناب و بولدر قهرمانی را از آن خود کرده‌است.
اوندرا از ۶ سالگی سنگنوردی را شروع کرد. در ۱۳ سالگی اولین مسیر خود با درجه سختی درجه سختی (صعودهای ورزشی) (5.14d) را صعود کرد.
طبق گزارش مجله Rock & Ice اوندرا تا سال ۲۰۱۱ تعداد انگشت شماری 5.14c صعود کرده اما از سال ۲۰۱۳ کم و بیش همه مسیرهای سخت دنیا را به راحتی صعود کرده‌است. از نوامبر ۲۰۱۸، اوندرا ۱۵۵۰ مسیر بین درجهدرجه سختی (صعودهای ورزشی) (5.13b)و درجه سختی (صعودهای ورزشی) (5.15d)صعود کرده، که یکی از آنها درجه سختی (صعودهای ورزشی) (5.15d)، سه مورد آن درجه سختی (صعودهای ورزشی) (5.15d)، و سه صعود آنسایددرجه سختی (صعودهای ورزشی) (5.14d)
اوندرا اولین سنگنوردی است که به سبک ردپوینت مسیری با درجه درجه سختی (صعودهای ورزشی) (5.15d) (مسیر Silence، سوم سپتامبر ۲۰۱۷) را صعود کرده‌است. همچنین اولین سنگنوردی که مسیری با درجه یدرجه سختی (صعودهای ورزشی) (5.15c) (مسیر Change، چهارم اکتبر ۲۰۱۲)، اولین فلش با درجه درجه سختی (صعودهای ورزشی) (5.15a) (مسیر Supercrackinette، دهم فوریه ۲۰۱۸) و دومین صعود آنساید با درجه درجه سختی (صعودهای ورزشی) (5.14d) (مسیر Cabane au Canada، نهم ژوئیه ۲۰۱۳) را صعود کرده‌است.
طبق گفته هفته نامه اکونومیست:
"regarded as possibly the best climber ever to fondle rock".
«اوندرا یکی از بهترین صخره نوردان دنیاست که گیره‌ها را با تمام وجود می‌گیرد».
ترجمه بالا شاید نیاز به بهبود داشته باشد!

## زندگی‌نامه

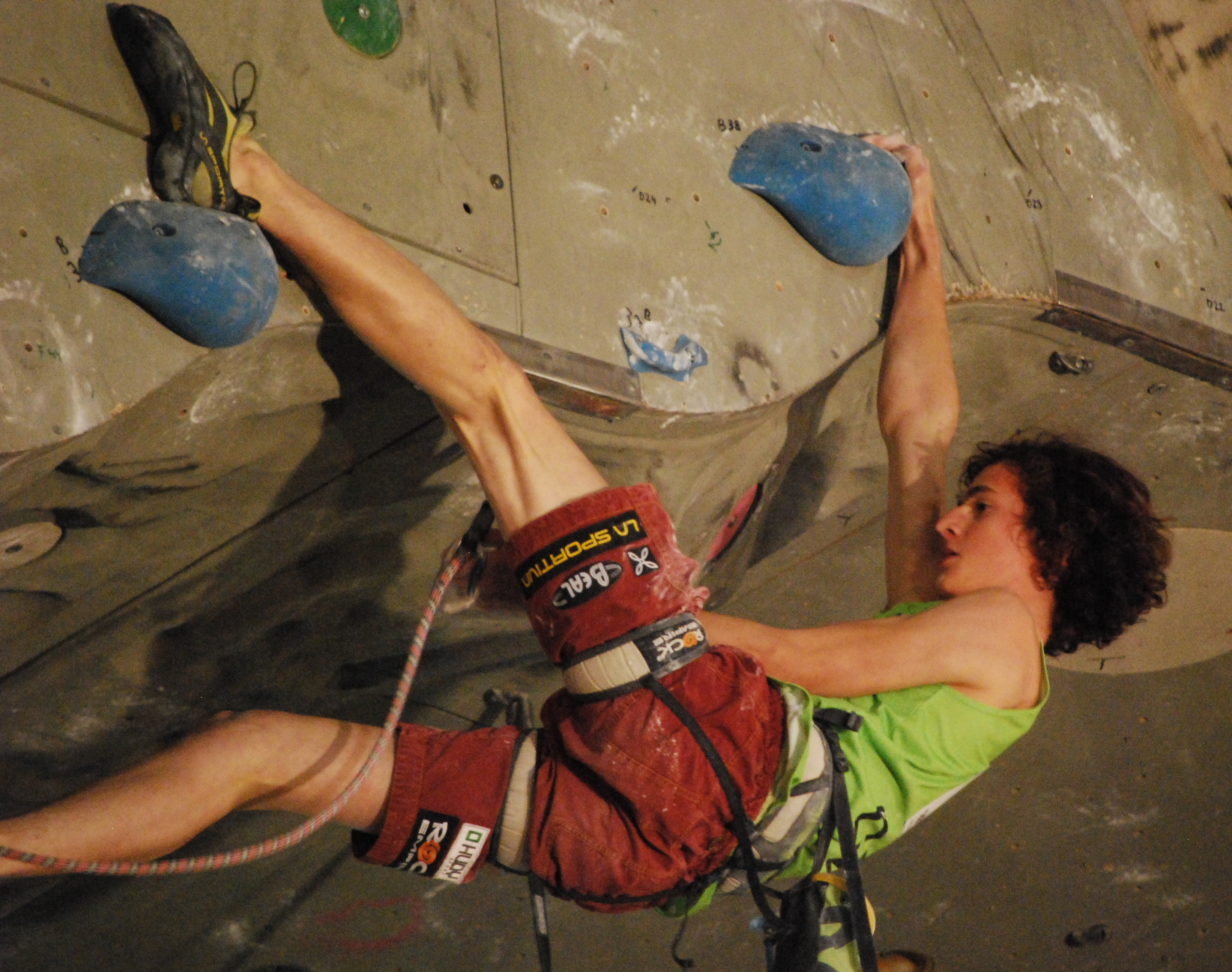
آدام اوندرا در مسابقات جهانی سرطناب شهر ایمست سال ۲۰۰۹

اوندرا از شش سالگی سنگنوردی را آغاز کرد. پدر و مادرش نیز سنگنورد بودند، در ابتدا آنها علاقه خود را به او منتقل کردند.
در سال ۱۹۹۹ (در شش سالگی) در Rovinj، کرواسی، اوندرا به راحتی یک مسیر درجه سختی (صعودهای ورزشی) (5.10a) را صعود کرد، مسیری ایمن که بولت‌های آن در هر نیم متر نصب شده‌است. به دلیل اینکه دستاوردهای او به سرعت بیشتر و قابل توجه تر می‌شد در زمانی کوتاه در مجله‌های کوهنوردی مشهور شد:
- در سال ۲۰۰۱ (در سن هشت سالگی) مسیرهای درجه سختی (صعودهای ورزشی) (5.10a)را آنساید صعود می‌کرد.
- در سال ۲۰۰۲ (در سن نه سالگی) موفق شد مسیر درجه سختی (صعودهای ورزشی) (5.13a) را آنساید و یک مسیردرجه سختی (صعودهای ورزشی) (5.13b)را ردپوینت صعود کند.
- در سال ۲۰۰۳ (در ده سالگی) مسیر درجه سختی (صعودهای ورزشی) (5.13b)را آنساید صعود کرد.
- در سال ۲۰۰۴ (در یازده سالگی) مسیردرجه سختی (صعودهای ورزشی) (5.13c)را آنساید[۶] و مسیری با درجه درجه سختی (صعودهای ورزشی) (5.14b)ردپوینت صعود کرد.
- در سال ۲۰۰۵ (در دوازده سالگی) درجه سختی (صعودهای ورزشی) (5.13d) را آنساید صعود کرد.
- در سال ۲۰۰۶ (در سیزده سالگی) موفق شد اولین صعود ردپوینت خود با درجهدرجه سختی (صعودهای ورزشی) (5.14d)را انجام دهد (مسیر Martin Krpan در Misja Pec)

در سال ۲۰۰۷ و ۲۰۰۸ او قهرمان مسابقات سنگنوردی جهانی جوانان IFSC در رده سنی جوانان B شد.
در سال ۲۰۰۹ (در شانزده سالگی)، آدام اوندرا برای اولین بار در جام جهانی سنگنوردی سرطناب شرکت کرد، و بالاتر از Patxi Usobiaga اسپانیایی و Sachi Amma ژاپنی قهرمان شد.
در سال ۲۰۱۰ بالاتر از Kilian Fischhuber اتریشی و Tsukuru Hori ژاپنی، قهرمان جام جهانی بولدرینگ شد و به عنوان اولین ورزشکار تاریخ، قهرمان جام جهانی سنگنوردی در هر دو رشته (سرطناب و بولدر) شد.
مارس ۲۰۱۱ در سفر اسپانیا، اوندرا پس از Patxi Usobiaga دومین نفری شد که توانسته تاکنون آنساید مسیری با درجه درجه سختی (صعودهای ورزشی) (5.14c) صعود کند. تنها در فاصله چند روز پس از آن او پنج مسیر آنساید با درجه درجه سختی (صعودهای ورزشی) (5.14c) صعود کرد، که دو مورد آن در یک روز اتفاق افتاد.
در ۴ اکتبر ۲۰۱۲، اوندرا در غار Hanshelleren در Flatanger در کشور نروژ، مسیر Change را ردپوینت صعود کرد. در آن زمان این اولین مسیری بود درجه آندرجه سختی (صعودهای ورزشی) (5.15c)بود.
در ۲۹ اکتبر ۲۰۱۲، اوندرا یکی از سخت‌ترین مسیرهای رودخانه Red River Gorge's، به نام South Smoke Direct را به صورت فلش با درجه درجه سختی (صعودهای ورزشی) (5.15a) صعود کرد، و پس از صعود درجه یدرجه سختی (صعودهای ورزشی) (5.14d) را به آن داد. در تاریخ ۱ نوامبر، مسیر Pure Imagination و The Golden Ticket هر دو با درجهٔ درجه سختی (صعودهای ورزشی) (5.14d)را آنساید صعود کرد و به این دو مسیر درجه درجه سختی (صعودهای ورزشی) (5.14c) را داد.
در ۷ فوریه ۲۰۱۳، پس از صعود مسیر Change آدام اوندرا دومین مسیر با درجه درجه سختی (صعودهای ورزشی) (5.15c)خود را در اولیانا، کاتالونیا، اسپانیا به اسم La Dura Dura صعود کرد او با کریس شارما روی این پروژه کار کرد و برای اولین صعود اوندرا نه هفته روی آن کار کرد.
در ۹ فوریه ۲۰۱۳، فقط دو روز پس از صعود مسیر La Dura Dura، موفق شد دومین درجه سختی (صعودهای ورزشی) (5.15b) به اسم Fight or flight را صعود کند، اولین صعود آن توسط کریس شارما در سال ۲۰۱۱ انجام شده بود.
در ۹ ژوئیه ۲۰۱۳، اوندرا با صعود Cabane au Canada در Rawyl، سوئیس، دومین صعود آنساید تاریخ را با درجه درجه سختی (صعودهای ورزشی) (5.14d) پس از Alexander Megos را انجام داد.
در ۲۱ نوامبر ۲۰۱۶، اوندرا دومین صعود آزاد مسیر The Dawn Wall با درجه درجه سختی (صعودهای ورزشی) (9a) را انجام داد (مسیری چندطوله در دیواره ال کاپیتان در دره یوسمیتی کالیفرنیا)، این مسیر سخت‌ترین مسیر چند طوله جهان می‌باشد. اوندرا اولین کسی بود که تمام طول‌های این مسیر را سرطناب صعود کرد. اولین صعود آزاد این مسیر توسط تامی کالدول و کوین جورگسن در ژانویه ۲۰۱۵ انجام شد. آنها ۱۹ روز برای صعود این مسیر زمان صرف کردند (پس از ۵ سال تمرین و تلاش بر روی کراکس‌های مسیر و یادگیری تمام حرکت‌های مسیر)، در حالی که اوندرا فقط طی ۸ روز (پس از ۳ هفته تلاش و تمرین بر روی حرکت‌های مسیر) این مسیر را صعود کرد.
در ۲۳ آوریل ۲۰۱۷، او مسیری جدید را در پروژه شرکت Black Diamond در استکهلم، سوئد طراحی کرد، برخی اعتقاد دارند این مسیر سخت‌ترین مسیر ورزشی داخل سالن می‌باشد.
در ۳ سپتامبر ۲۰۱۷، پس از حدود ۴ سال تلاش، اوندرا در غار Hanshelleren (فلاتانگر، نروژ) مسیر Silenceرا صعود کرد.
تا آن زمان این مسیر همراه با مسیر Le blond (این مسیر توسط کریس شارما گشایش و بولت کوبی شده)، مسیرهایی بودند که تلاش‌های بسیاری روی آن انجام شده بود اما تا بحال صعود نشده و جز دشوارترین پروژه‌ها در جهان محسوب می‌شدند، مسیر Silence اولین مسیری بود که درجه درجه سختی (صعودهای ورزشی) (5.15d) را دریافت کرده بود. نام قبلی این مسیر Project Hard (پروژه سخت) بود.
در ۱۰ فوریه ۲۰۱۸، اوندرا با صعود Super Crackinette در Saint-Léger du Ventoux، فرانسه اولین فلش مسیر 9a + را انجام داد. این مسیر برای اولین بار توسط الکساندر مگوس پس از ۳ روز تلاش بر روی آن در سال ۲۰۱۶ صعود شده بود.
در تاریخ ۱۲ نوامبر ۲۰۱۸، اوندرا به صورت آنساید مسیر Just do it (اسمیت راک، اورگان) را صعود کرد. (یک مسیر تاریخی با درجه درجه سختی (صعودهای ورزشی) (5.14c) که توسط آلن واتس در سال ۱۹۸۹ گشایش شده و اولین بار در سال ۱۹۹۲ توسط Jean-Baptiste Tribout صعود شده بود).
در آن زمان، مسیر Just do it سخت‌ترین مسیر آمریکا بود مسیری طولانی و با شیب خفته و بسیار تعادلی (۴۳ متر، ۱۸ عدد بولت) که گیره‌های آن به قدری ریز است که از روی زمین به سختی دیده می‌شود.
از نظر اوندرا و آلن واتس صعود آنساید این نوع از مسیرها بسیاردشوار است.
از سال ۲۰۱۹، اوندرا در تلاش بود تا جهت راهیابی به بازی‌های المپیک تابستانی ۲۰۲۰ صلاحیت لازم را کسب کند. اما متأسفانه در مسابقات جهانی سنگنوردی IFSC 2019 موفق به کسب صلاحیت نشد زیرا تصادفاً یا عمداً در حین صعود پایش بر روی بولت میان مسیر قرار گرفت.
با این حال، در مسابقات مقدماتی المپیک در تولوز فرانسه در همان سال، او موفق شد سهمیه بازیهای المپیک را کسب کند

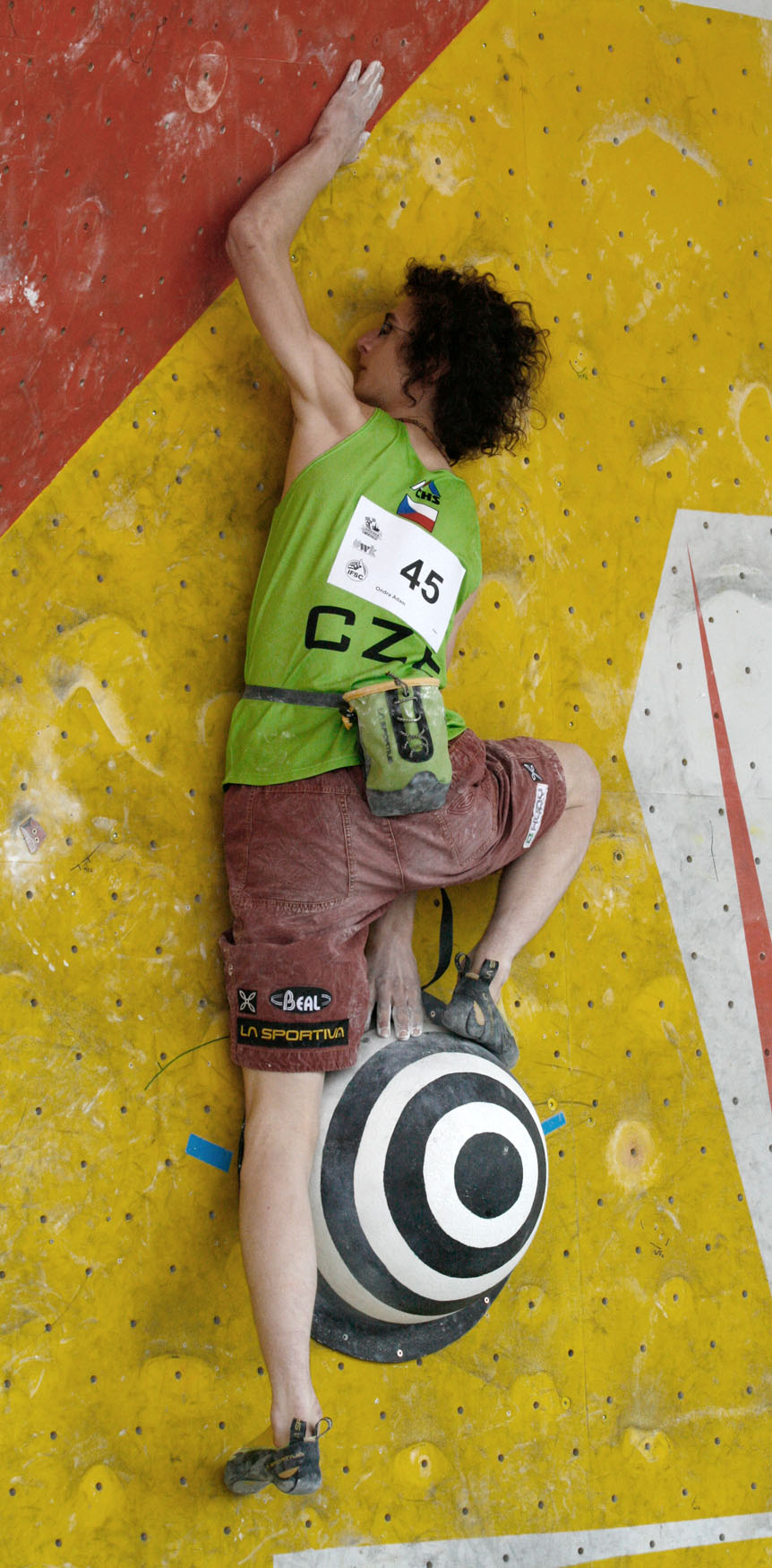
آدام اوندرا در مسابقات بولدر جام جهانی وین ۲۰۱۰

## رتبه‌بندی‌ها

### جام جهانی سنگنوردی
| گرایش    | ۲۰۰۹ | ۲۰۱۰ | ۲۰۱۱ | ۲۰۱۲ | ۲۰۱۳ | ۲۰۱۴ | ۲۰۱۵ | ۲۰۱۶ | ۲۰۱۷ | ۲۰۱۸ | ۲۰۱۹ |
| -------- | ---- | ---- | ---- | ---- | ---- | ---- | ---- | ---- | ---- | ---- | ---- |
| سرطناب   | ۱    | ۳    | ۵۷   | -    | ۱۱   | ۳    | ۱    | ۲۳   | ۲۷   | ۳۱   | ۱    |
| بولدرینگ | ۱۵   | ۱    | -    | -    | -    | ۲۴   | ۳    | -    | -    | -    | ۲    |
| سرعت     | -    | -    | -    | -    | -    | -    | -    | -    | -    | -    |      |
| کمباین   | ۱    | ۱    | -    | -    | -    | ۲    | ۱    | -    | ۶۵   | -    | ۲    |

### مسابقات سنگنوردی قهرمانی جهانی
جوانان
| گرایش  | ۲۰۰۷ جوانان b | ۲۰۰۸ جوانان B | ۲۰۰۹ جوانان A |
| ------ | ------------- | ------------- | ------------- |
| سرطناب | ۱             | ۱             | ۱             |

بزرگسالان
| گرایش    | ۲۰۰۹ | ۲۰۱۱ | ۲۰۱۲ | ۲۰۱۴ | ۲۰۱۶ | ۲۰۱۸ | ۲۰۱۹ |
| -------- | ---- | ---- | ---- | ---- | ---- | ---- | ---- |
| سرطناب   | ۲    | ۳    | ۳    | ۱    | ۱    | ۲    | ۱    |
| بولدرینگ | -    | ۲    | -    | ۱    | ۲    | ۱۷   | ۶    |
| سرعت     | -    | ۷۰   | -    | -    | -    | ۸۱   | ۵۸   |
| کمباین   | -    | -    | -    | -    | -    | ۲    | ۱۸   |

### مسابقات سنگنوردی قهرمانی اروپا
| گرایش    | ۲۰۱۰ | ۲۰۱۳ | ۲۰۱۵ | ۲۰۱۷ | ۲۰۱۹ |
| -------- | ---- | ---- | ---- | ---- | ---- |
| سرطناب   | ۲    | -    | ۲    | ۲    | ۱    |
| بولدرینگ | ۲    | -    | ۲    | -    | -    |

### راک مستر (یک مسابقه بین‌المللی سنگنوردی است که هر ساله درآرکوبرگزار می‌شود)
| گرایش    | ۲۰۰۹ | ۲۰۱۰ | ۲۰۱۱ | ۲۰۱۲ | ۲۰۱۳ | ۲۰۱۴ | ۲۰۱۵ | ۲۰۱۶ |
| -------- | ---- | ---- | ---- | ---- | ---- | ---- | ---- | ---- |
| سرطناب   | ۳    | ۳    |      | ۵    |      |      |      | -    |
| دوئل     |      |      | ۱    | ۲    |      | -    | ۱    | ۱    |
| KO بولدر | -    | -    | -    | -    | -    | -    | -    | ۱    |

## تعداد مدال‌ها در جام سنگنوردی نوجوانان اروپا

### سرطناب
| سال  | دسته‌بندی | طلا | نقره | برنز | جمع |
| ---- | -------- | --- | ---- | ---- | --- |
| ۲۰۰۷ | جوانان ب | ۵   |      |      | ۵   |
| ۲۰۰۸ | جوانان ب | ۵   |      |      | ۵   |
| جمع  | جمع      | ۱۰  | ۰    | ۰    | ۱۰  |

## تعداد مدال در جام جهانی سنگنوردی

### سرطناب
| سال       | طلا | نقره | برنز | جمع |
| --------- | --- | ---- | ---- | --- |
| ۲۰۰۹      | ۴   |      |      | ۴   |
| ۲۰۱۰      | ۱   | ۱    | ۱    | ۳   |
| ۲۰۱۱ ۲۰۱۲ |     |      |      | ۰   |
| ۲۰۱۳      | ۱   | ۱    |      | ۲   |
| ۲۰۱۴      | ۳   |      |      | ۳   |
| ۲۰۱۵      | ۲   | ۲    |      | ۴   |
| ۲۰۱۶      |     |      |      | ۰   |
| ۲۰۱۷      |     | ۱    |      | ۱   |
| ۲۰۱۸      |     |      |      | ۰   |
| ۲۰۱۹      | ۳   |      |      | ۳   |
| ۲۰۲۰      | ۱   |      |      | ۱   |
| جمع       | ۱۵  | ۵    | ۱    | ۲۱  |

### بولدرینگ
| سال            | طلا | نقره | برنز | جمع |
| -------------- | --- | ---- | ---- | --- |
| ۲۰۰۹           |     |      | ۱    | ۱   |
| ۲۰۱۰           | ۳   | ۲    |      | ۵   |
| ۲۰۱۱ ۲۰۱۲ ۲۰۱۳ |     |      |      | ۰   |
| ۲۰۱۴           |     | ۱    |      | ۱   |
| ۲۰۱۵           |     |      | ۲    | ۲   |
| ۲۰۱۶ ۲۰۱۷ ۲۰۱۸ |     |      |      | ۰   |
| ۲۰۱۹           | ۱   | ۲    |      | ۳   |
| جمع            | ۴   | ۵    | ۳    | ۱۲  |

## مسیرهای یک طوله
جدول زیر تعداد زیادی از مسیرهای دارای درجه درجه سختی (صعودهای ورزشی) (5.13b) یا بیشتر که توسط آدام اوندرا در حدود ۱۶ سالگی صعود شده‌است، از ۲ اوت ۲۰۰۲ (زمانی که او اولین 8a ردپوینت خود را صعود کرد) تا ۱۰ نوامبر ۲۰۱۸. تعداد کل ۱۵۵۴ است که ۱ عدد آن در درجه سختی (صعودهای ورزشی) (5.15d)) و ۷۲۵ عدد آن آنساید بود، از جمله ۳ آنساید درجه سختی (صعودهای ورزشی) (5.14d)، ۱ فلاش درجه سختی (صعودهای ورزشی) (5.15a)
| درجه سختی                               | Redpoint | Redpoint | On-sight | جمع  |
| --------------------------------------- | -------- | -------- | -------- | ---- |
| 9c (5.15d)                              | ۱        |          |          | ۱    |
| 9b+ (5.15c)                             | ۳        |          |          | ۳    |
| درجه سختی (صعودهای ورزشی) (5.15b)       | ۲۰       |          |          | ۲۰   |
| \| درجه سختی (صعودهای ورزشی) (5.15a) \| | ۳۹       | ۱        |          | ۴۰   |
| 9a (5.14d)                              | ۱۰۱      | ۲        | ۳        | ۱۰۶  |
| 8c+ (5.14c)                             | ۱۲۴      | ۱        | ۲۱       | ۱۴۶  |
| 8c (5.14b)                              | ۱۱۰      | ۱        | ۶۱       | ۱۷۲  |
| 8b+ (5.14a)                             | ۹۶       | ۴        | ۸۵       | ۱۸۵  |
| 8b (5.13d)                              | ۱۰۸      | ۱۹       | ۱۴۳      | ۲۷۰  |
| 8a+ (5.13c)                             | ۸۲       | ۱۷       | ۲۰۷      | ۳۰۶  |
| 8a (5.13b)                              | ۶۵       | ۳۵       | ۲۰۵      | ۳۰۵  |
| جمع                                     | ۷۴۹      | ۸۰       | ۷۲۵      | ۱۵۵۴ |
| درجه سختی (صعودهای ورزشی) (5.15a)       |          |          |          |      |

### رد پوینت
درجه سختی (صعودهای ورزشی) (5.15d):
- مسیر <i id="mwAuo">سکوت</i> (قبلاً با نام Project Hard شناخته می‌شد) - Flatanger (NOR) - 3 سپتامبر ۲۰۱۷ - اولین صعود و اولین 9c جهان. (درجه باید تأیید شود)

درجه سختی (صعودهای ورزشی) (5.15c):
- Vasil Vasil - Sloup ([[جمهوری چک|الگو:ISO 3166 code-3 CZ]]) - 4 دسامبر ۲۰۱۳ - اولین صعود
- La Dura Dura - Oliana (ESP) - 7 فوریه ۲۰۱۳ - اولین صعود
- تغییر - Flatanger (NOR) - 4 اکتبر ۲۰۱۲ - اولین صعود و اولین 9b + در جهان (درجه باید تأیید شود)

درجه سختی (صعودهای ورزشی) (5.15b):
- نئاندرتال - سانتا لینیا (ESP) - 12 فوریه ۲۰۱۹
- Disbelief - Acephale (CAN) - 20 ژوئیه ۲۰۱۸ - اولین صعود
- Eagle-4 - St. Léger (FRA) - 13 فوریه ۲۰۱۸ - اولین صعود
- One Slap - Arco (ITA) - 13 نوامبر ۲۰۱۷ - اولین صعود
- Move Hard - Flatanger (NOR) - 10 ژوئیه ۲۰۱۷ - اولین صعود (اتصال دو مسیر کنار هم؛ از وسط اولین کراکس مسیر move به کراکس دوم مسیر Silence، در زمانی که نام مسیر معروف به Project Hard بود)
- از Lapsus - Andonno (ITA) - 2017 آوریل ۲۰ - صعود دوم
- Queen Line - Laghel (Arco، ITA) نوزده آوریل ۲۰۱۷ - اولین صعود
- مامیچولا - اولیانا (ESP) - 8 فوریه ۲۰۱۷ - اولین صعود
- Robin Ud - Alternativna stena (SVK) پنجم اکتبر ۲۰۱۶ - اولین صعود
- Stoking the Fire - سانتا لینیا (ESP) - 19 فوریه ۲۰۱۶ - دومین صعود مسیر کریس شارما
- (CRS - Mollans sur Ouvèze (FRA - دوم نوامبر ۲۰۱۵ - اولین صعود
- First Round First Minute - مارگالف (ESP) سوم فوریه ۲۰۱۴ - صعود دوم گشایش توسط کریس شارما
- (Move - Flatanger (NOR بیستم اوت ۲۰۱۳ - اولین صعود. اوندرا پس از صعود درجه مسیر را که +9b بود 9b اعلام کرد، یا اینکه 9b سنگین (اصطلاحاً پر) درجه داد. در ۱۷ ژوئن ۲۰۱۹ توسط Seb Bouin مسیر را مجدداً صعود و درجه اعلامی آدام اوندرا را تأیید کرد.
- (Iron Curtain - Flatanger (NOR سوم اوت ۲۰۱۳ - اولین صعود
- Fight or flight - اولیانا (ESP) نهم فوریه ۲۰۱۳ - دومین صعود مسیر کریس شارما (2011)
- (La planta de Shiva - Villanueva del Rosario (ESP بیست و دوم آوریل ۲۰۱۱ - اولین صعود
- (Chilam Balam - Villanueva del Rosario (ESP سیزندهم آوریل ۲۰۱۱ - صعود دوم (در حالی که اولین صعود برنابه فرناندز تأیید نشده‌است)
- (Chaxi Raxi - Oliana (ESP بیست و هفت مارس ۲۰۱۱ - اولین صعود مستقیم Chaxi
- (La Capella - Siurana (ESP شانزدهم فوریه ۲۰۱۱ - اولین صعود
- (Golpe de Estado - Siurana (ESP سینزدهم مارس ۲۰۱۰ - دومین صعود از مسیر کریس شارما (2008)

9a+ (5.15a):
- Catxasa - سانتا لینیا (ESP) - 10 فوریه ۲۰۱۹
- سفر چک - Mavrovi Anovi (MAK) - 19 اکتبر ۲۰۱۸ - اولین صعود
- ایثار - Echo Canyon (CAN) - ۲۳ ژوئیه ۲۰۱۸ - اولین صعود
- پروانه سنگی - Herculane (ROM) - 15 مه ۲۰۱۸ - اولین صعود
- Underground Dreaming - Arco (ITA) - 24 فوریه ۲۰۱۸ - اولین صعود
- Naturalmente - Camaiore (ITA) - 21 آوریل ۲۰۱۷ - اولین صعود
- Ultimatum - Massone (Arco، (ITA) - 19 آوریل ۲۰۱۷ - سومین صعود
- Predator - Bohemian Karst (CZE) - 19 نوامبر ۲۰۱۵ - اولین صعود، سخت‌ترین مسیر بوهمیا
- Three Degrees of Separation - Céüse (FRA) - ۲۷ ژوئیه ۲۰۱۵ - دومین صعود از مسیر کریس شارما (۲۰۰۷)
- تحقق - Céüse (FRA) - 22 ژوئیه ۲۰۱۴ - دهمین صعود
- Ini Ameriketan - Baltzola (ESP) - 9 مه ۲۰۱۴
- Hell Racer - Hell (NOR) - 22 سپتامبر ۲۰۱۳ - اولین صعود
- اندام کانگورو - Flatanger (NOR) - 21 سپتامبر ۲۰۱۳ - اولین صعود
- Torture Physique Integrale - Gastlosen (CHE) - 7 ژوئیه ۲۰۱۳ - اولین صعود
- اینورتر نیرو - الیانا (ESP) - 25 ژانویه ۲۰۱۳ - دومین صعود از مسیر کریس شارما (۲۰۱۰)
- Thor's Hammer - Flatanger (NOR) - 8 ژوئیه ۲۰۱۲ - اولین صعود (اکنون به ۹ درجه کاهش یافته‌است)
- Jungle Boogie - Céüse (FRA) - 7 ژوئن ۲۰۱۲ - اولین صعود
- Perlorodka - Holstejn (موراوسکی کراس، CZE) - 6 سپتامبر ۲۰۱۱ - اولین صعود
- Overshadow - Malham Cove (GBR) - 16 مه ۲۰۱۱ - دومین صعود از مسیر استیو مک کلور
- Chaxi - Oliana (ESP) - 21 مارس ۲۰۱۱ - اولین صعود پروژه کریس شارما
- Obrint el sistema - سانتا آنا (ESP) - 14 مارس ۲۰۱۱ - اولین صعود به پروژه دانیل آندراادا
- L'étrange ivresse des lenteurs - Céüse (FRA) - 4 سپتامبر ۲۰۱۰ - اولین صعود
- Goldrake - Cornalba (ITA) - 6 آوریل ۲۰۱۰ - اولین صعود
- Marina Superstar - Domusnovas (ITA) - 20 اکتبر ۲۰۰۹ - اولین صعود
- کرونا - فرانکنجورا (DEU) - 7 ژوئن ۲۰۰۹ - دومین صعود از مسیر مارکوس بوک (2006)
- Papichulo - Oliana (ESP) - 24 فوریه ۲۰۰۹ - دومین صعود از مسیر Chris Sharma (2008)
- Open Air - Schleierwasserfall (AUT) - 17 نوامبر ۲۰۰۸ - دومین صعود از مسیر Alexander Huber (1996)
- La Rambla - Siurana (ESP) - 10 فوریه ۲۰۰۸ - ششمین صعود

### آنساید
9a+ (5.15a)+ (5.15a):

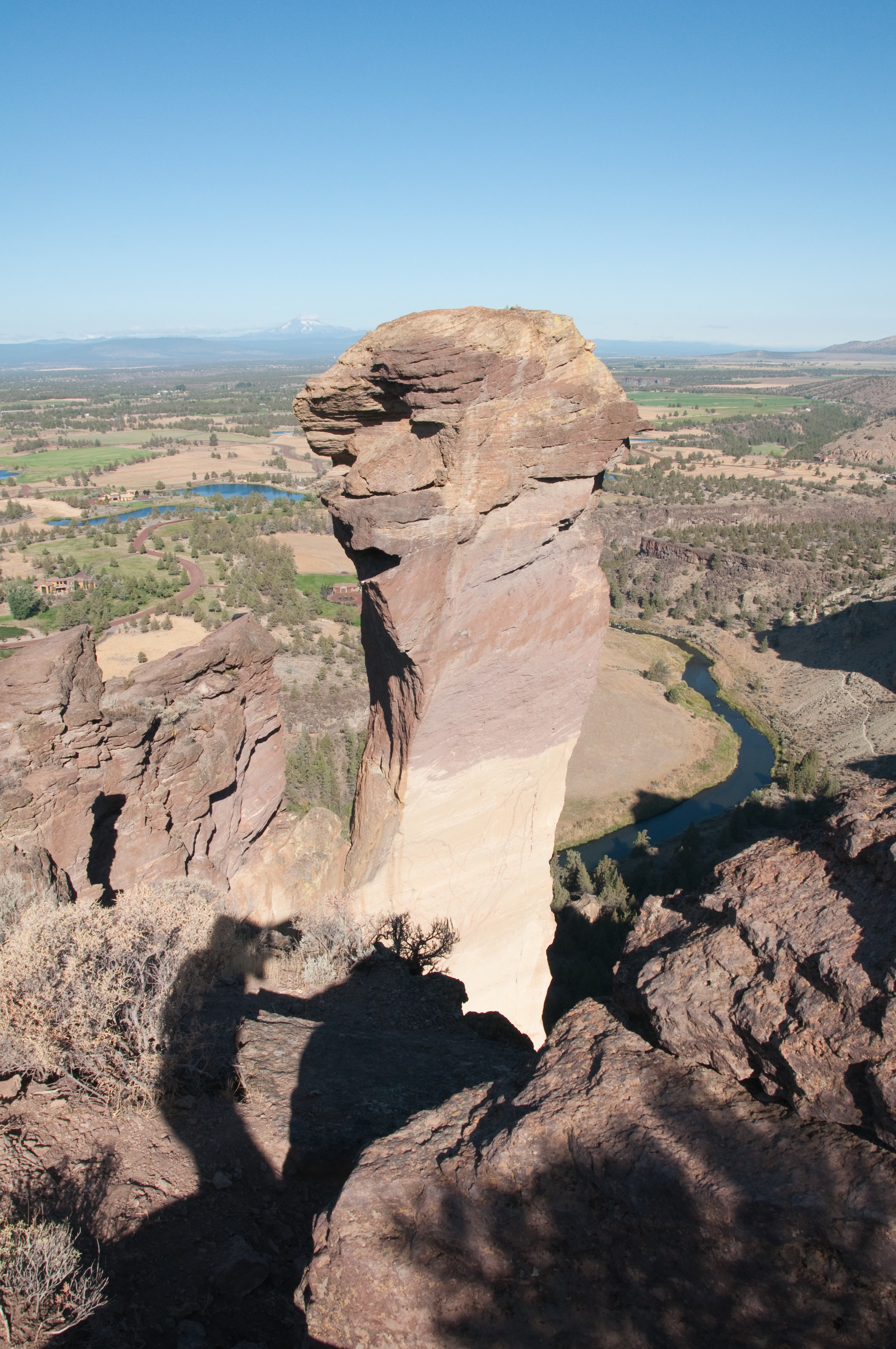
چهره شرقی Monkey Face در Smith Rock، حاوی Just do it (8c +)، توسط Ondra در سال ۲۰۱۸ مشاهده شده‌است. هنگامی که برای اولین بار توسط Tribout صعود شد، Just do آن را سخت‌ترین مسیر ایالات متحده آمریکا در نظر گرفتند.

- Super Crackinette - Saint-Léger du Ventoux (FRA) - 10 فوریه ۲۰۱۸

9a (5.14d) (5.14d):
- TCT - Gravere (ITA) - 11 ژوئیه ۲۰۱۴
- ایل دومانی - بالتزولا (ESP) - 3 مه ۲۰۱۴
- Cabane au Canada - Rawyl (CHE) - 9 ژوئیه ۲۰۱۳ - دومین دیدگاه 9a در تاریخ

8c+ (5.14c)+ (5.14c):
- Blut und Honig - Höllental (AUT) - 30 سپتامبر ۲۰۱۹
- Just Do It - اسمیت راک (اورگان، آمریکا) - ۱۲ نوامبر ۲۰۱۸ - گشایش توسط آلن واتس در سال ۱۹۸۹ و اولین صعود توسط Jean-Baptiste Tribout در سال ۱۹۹۲
- C'est la vie - Alternativna stena (SVK) - 5 اکتبر 2016
- Super Plafond - Volx (FRA) - ۶ ژوئیه ۲۰۱۴
- چمبائو - بالتزولا (ESP) - 7 مه 2013
- تخیل ناب - Red River Gorge (ایالات متحده آمریکا) - ۱ نوامبر ۲۰۱۲
- بلیط طلایی - Red River Gorge (ایالات متحده آمریکا) - ۱ نوامبر ۲۰۱۲
- Muy Verdes - Flatanger (NOR) - ۱۱ ژوئیه ۲۰۱۲
- Eye of Odin - Flatanger (NOR) - 8 ژوئیه ۲۰۱۲
- Deltaplane Man Direct - Entraygues (FRA) - 31 مه ۲۰۱۲
- Bella Regis - Bus De Vela (ITA) - 7 آوریل 2012
- L'Avaro - Tetto di Sarre (ITA) - 13 ژوئیه 2011
- La Rubia - Villanueva del Rosario (ESP) - 13 آوریل ۲۰۱۱
- Blanquita - Oliana (ESP) - 27 مارس 2011
- کنترل ذهن - اولیانا (ESP) - 20 مارس 2011
- Powerade - Vadiello (ESP) - 9 مارس 2011
- Bizi Euskaraz - Etxauri (ESP) - 7 مارس 2011
- Kidetasunaren balio erantsia - Etxauri (ESP) - 6 مارس ۲۰۱۱ - دومین دیدگاه 8c + در تاریخ پس از مسیر توسط Patxi Usobiaga در سال 2007

8c (5.14b) (5.14b):
- Aktion Talon - Höllental (AUT) - 29 ژوئن ۲۰۱۳
- Into the Wild - Jaén (ESP) - 16 مارس ۲۰۱۳
- Terapia de Grito - Cuenca (ESP) - 13 فوریه ۲۰۱۳
- ال کالواریو دل سیکاریو - کوئنکا (ESP) - 10 فوریه ۲۰۱۳
- Nordic Flower - Flatanger (NOR) - 9 ژوئیه ۲۰۱۲
- Scoglio de Capri - Bus De Vela (ITA) - 7 آوریل ۲۰۱۲
- Iluzija - Kotecnik (SLO) - 5 آوریل ۲۰۱۲
- 5 Uve - Arco (ITA) - 27 ژوئن ۲۰۱۱
- مسیر Bat - Malham Cove (GBR) - 16 مه ۲۰۱۱
- Carbunco - Archidona (ESP) - 23 آوریل ۲۰۱۱
- Kalliste - Archidona (ESP) - 23 آوریل ۲۰۱۱
- Fuck the police - Etxauri (ESP) - 6 مارس ۲۰۱۱
- Dures Limites - Céüse (FRA) - 10 آگوست 2010
- دود - ساحل پیروت (FRA) - ۵ اوت ۲۰۱۰
- Home Sweet Home - ساحل پیروت (FRA) - ۵ اوت ۲۰۱۰
- Guère d'usure - Claret (FRA) - 29 ژانویه 2010
- Super Samson - Claret (FRA) - 29 ژانویه ۲۰۱۰
- Gora Guta Gutarak - Kalymnos (GRC) - 22 مه 2009
- Una Vida Nomada - Covolo (ITA) - 21 آوریل 2009
- Nagay - Covolo (ITA) - 21 آوریل ۲۰۰۹
- L'espiadimondis - مارگالف (ESP) - 2 مارس ۲۰۰۹
- Los Humildes Pa Casa - Oliana (ESP) - 24 فوریه ۲۰۰۹
- Métaphysique Des Tubes - Seynes (FRA) - 21 فوریه ۲۰۰۹
- Absinth - Sparchen (AUT) - ۱۶ اوت ۲۰۰۸
- Rollito Sharma Extension - سانتا لینیا (ESP) - 7 فوریه ۲۰۰۸
- سیستم دیجیتال - سانتا لینیا (ESP) - 5 فوریه ۲۰۰۸

## بولدرینگ‌های سخت و چالشی
آدام اوندرا در سال ۲۰۰۸، ۲۰۰۹، 2010 و ۲۰۱۱ در مسابقات بولدرینگ ملبورن قهرمان شد.
او ۲۹۳ مسیر بولدر مشکل را بین الگو:Boulder grade و الگو:Boulder grade تاپ کرد، برای مثال:
- 4 8C + / V16
- 10 8C / V15
- 31 8B + / V14
- 57 8B / V13
- 76 8A + / V12
- 115 8A / V11

8C+ (V16)+ (V16):
- Brutal Rider - Moravian Karst (چک) - ۲۵ مه ۲۰۲۰ - اولین صعود
- لدوبورس - موراوسکی کراس (چک) - ۲۴ مه ۲۰۲۰ - اولین صعود
- Gioia - Varazze (ITA) - 6 دسامبر ۲۰۱۱ - دومین صعود از تخته سنگ Christian Core (2008)
- Terranova - Holstejn (موراوسکی کراس، CZE) - 10 نوامبر ۲۰۱۱ - اولین صعود، تراورس

- Vrtule - Holstejn (موراوسکی کراس، CZE) - 13 اکتبر ۲۰۱۷ - اولین صعود،

8C (V15) (V15):
- Nunavut - Sloup (Moravian Karst)، (CZE) - 15 نوامبر ۲۰۱۹ - اولین صعود
- Pučmeloun - Sloup (Moravian Karst)، (CZE) - 15 نوامبر ۲۰۱۹ - اولین صعود
- Ghost Rider - (Moravian Karst)، (CZE) - 24 سپتامبر ۲۰۱۹ - صعود دوم
- Cháron - Petrohrad (Mlýnský vrch، (CZE) - 15 اکتبر ۲۰۱۱ - اولین صعود
- Practice of the Wild - Magic Wood (CHE) - 1 اکتبر ۲۰۱۱ - تخته سنگ کریس شارما (۲۰۰۴)
- Pata ledovce - هولشتاین (موراوسکی کراس، CZE) - 6 سپتامبر ۲۰۱۱ - اولین صعود
- عروسی میمون - راکلندز (کوه‌های Cederberg، [[آفریقای جنوبی|الگو:ISO 3166 code-3 ZA]]) - ۱۴ اوت ۲۰۱۱ - سومین صعود از تخته سنگ فرد نیکول (۲۰۰۲)
- From The Dirt Grows the Flowers - Chironico (CHE) - 30 نوامبر ۲۰۱۰ - تخته سنگ دیو گراهام (2005)
- Big Paw - Chironico (CHE) - 29 نوامبر ۲۰۱۰ - سومین صعود از تخته سنگ دیو گراهام (2008)

## مسیرهای چند طوله

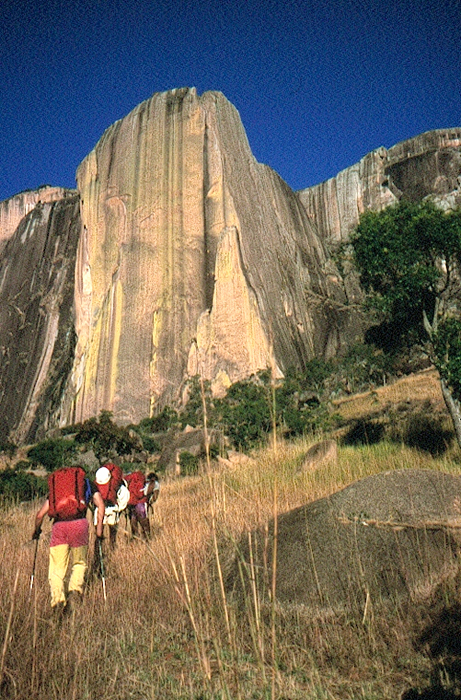
Karambony East Face - مسیر Tough Enough در وسط اجرا می‌شود

- The Dawn Wall - ال کاپیتان (ایالات متحده آمریکا) - ۳۰۰۰ فوت (۹۱۵ متر) قد - ۳۲ زمین که حداقل دو مورد از آنها درجه 9a (5.14d) به عنوان سخت‌ترین دیوار بزرگ جهان توصیف شده‌است.

۱۴ ژانویه ۲۰۱۵ - پس از ۷ سال نقشه‌برداری، توسط تامی کالدول و کوین جورگسن در ۱۹ روز دوباره به آن اشاره شد.
۲۱ نوامبر ۲۰۱۶ - پس از چند هفته تمرین صعود از قبل نقشه‌برداری شده، توسط آدام اوندرا در ۸ روز مجدداً مورد استفاده قرار گرفت.
- مورا مورا - تسارانورو آتسیمو (MDG) - 10 اکتبر ۲۰۱۰ - اولین صعود آزاد
- Bravo Les Filles - Tsaranoro Kelly (MDG) - 7 اکتبر ۲۰۱۰
- Tough Enough Original - Karambony (MDG) - 4 اکتبر ۲۰۱۰ - اولین صعود آزاد[۷۷]
- Tough Enough - Karambony (MDG) - 30 سپتامبر ۲۰۱۰ - اولین صعود آزاد[۷۸]
- Hotel Supramonte - Gole di Gorroppu (ITA) - 18 اکتبر ۲۰۰۸ - اولین صعود دیدنی[۷۹]
- علی بابا - Paroi Derobée (ایگلان، الپس-ماریتمس، FRA) - 2008 - صعود دوم[۸۰]
- WoGü - Rätikon (CHE) - 26 ژوئیه ۲۰۰۸ - اولین صعود آزاد از مسیر Beat Kammerlander (1997)[۸۱]
- Zub za zub - Rätikon (CHE) - 29 ژوئیه ۲۰۰۷ - اولین صعود آزاد[۸۲]
- Silbergeier - Rätikon (CHE) - 27 ژوئیه 2007[۸۳]

## فیلم‌شناسی
- The Fanatic Search - 2009 - تهیه شده توسط Work Less Climb More and Laurent Triay
- Progression - 2009 - توسط جاش لوول - تهیه شده توسط Big UP Productions
- شاگرد جادوگر - ۲۰۱۲ - به کارگردانی پتر Pavlíček - تهیه کنندگی Bernartwood - 110 '[۸۴]
- Reel Rock Tour 7 - 2012 - تولید شده توسط Big UP Productions
- La Dura Complete: The Hardest Rock Climb In the World - 2014 - بخشی از Reel Rock 7 توسط Big Up Productions[۸۵]
- Change - 2014 - به کارگردانی پتر Pavlíček - تهیه کنندگی Bernartwood -[۸۶]
- Silence — The Story of Adam Ondra and the World's First 5.15d - 2018 - توسط Bernardo Giménez - تهیه شده توسط AO Production sro
- اوندرا همچنین در حال تولید مجموعه ویدیویی خود در مورد انتخابی و رقابت در بازی‌های المپیک تابستانی ۲۰۲۰ است که در یوتیوب منتشر شد، جاده ای به توکیو.

## کتابها
- جاروس، مارتین؛ اوندرا، آدام. آدام اوندرا: lezec telem i dusi. آلباتروس، ۲۰۱۹. ۲۰۰ ص.
- ONDRA، آدم؛ GIMENEZ، برناردو؛ بی بی، لوکاس. کتاب آدام اوندرا. AO Production، ۲۰۱۹. ۲۲۳ ص.

## جوایز
- جایزه سالوای سال 2008[۸۷]
- جایزه سالوای سال 2010[۸۸]
- جایزه صالوا راک 2011[۸۹]
- جایزه Salewa Rock 2013[۹۰]